# Phebellia villica
Phebellia villica är en tvåvingeart som först beskrevs av Zetterstedt 1838.  Phebellia villica ingår i släktet Phebellia och familjen parasitflugor. Arten är reproducerande i Sverige. Inga underarter finns listade i Catalogue of Life.